# Chironomus trilobatus
Chironomus trilobatus är en tvåvingeart som beskrevs av Rempel 1939. Chironomus trilobatus ingår i släktet Chironomus och familjen fjädermyggor. Inga underarter finns listade i Catalogue of Life.